# Benoît Gagnon
Pour les articles homonymes, voir Gagnon.
Benoît Gagnon est un animateur québécois de radio et de télévision. Il s'est fait connaître notamment par sa participation pendant huit ans à l'émission matinale Salut Bonjour diffusée à TVA.

## Biographie
À la radio, il fut animateur sur les ondes d'Énergie 94,3 de 2007 à 2014. Depuis 2014, il anime maintenant sur les ondes de Rouge FM (Québec).
Lors de la saison 2008-2009, il anima le talk show Le Retour à TQS.
De 2009 à 2011, il a animé le jeu télévisé Le mur à V.
De 2011 à 2015, il anima Équipé pour rouler sur les ondes de Z télé.
En 2012-2013, il coanime l'émission MCBG avec Marie-Claude Savard sur les ondes de V .
À la même chaine en 2013-2014, il coanima avec Alexandre Despatie l'émission Le Grand Saut.
En 2015-2016 il fut l’animateur de l’émission Beachclub, sur les ondes de Z télé.
De 2016 à 2022, il anima l'émission Ski Mag sur la chaîne TVA Sports.
Benoit Gagnon fait aussi de la course automobile au sein du Canadian Touring Car Championship.
En 2023, il participa à la télé-réalité Big Brother Célébrités.  Par la suite, il devint l’animateur de Survivor Québec en prolongation, sur les ondes de Noovo.

## Affaires
En 2016, il est nommé vice-président développement des affaires chez Chrono Aviation, un service de nolisement d'avion québécois.
Il est cofondateur de Tryangle Gaming avec Stéphan Richer, une entreprise qui œuvre dans le domaine du jeu de poker en ligne.
Il est aussi copropriétaire de la marque Amiral qui fabrique la « GinAle », une bière distribuée majoritairement au Québec.

## Famille
Il est père de trois enfants, Charles, Mathieu et Sophie.